# Johann Friedrich August Tischbein
Johann Friedrich August Tischbein, llamado Leipziger-Tischbein, esto es, el Tischbein de Leipzig (Maastricht, 9 de marzo de 1750 - Heidelberg, 21 de junio de 1812) fue un pintor alemán, miembro de una conocida dinastía de pintores procedentes de Essen, los Tischbein. Su estilo de madurez es el retrato del neoclasicismo.

## Biografía
Tischbein era hijo del pintor teatral Johann Valentin Tischbein, de quien recibió su primera instrucción artística. Igualmente contribuyó a su formación su tío, Johann Heinrich Wilhelm Tischbein, que era un pintor de retratos en las cortes europeas. El pintor Johann Heinrich Wilhelm Tischbein, conocido como Tischbein de Goethe fue su primo. 
Después de un largo viaje por Francia y una estancia de estudios en París, donde fue alumno de Johann Georg Wille desde 1722, Tischbein emprendió un viaje más amplio a partir de 1777 a Roma y Nápoles. Conoció a Jacques Louis David y Anton Raphael Mengs, con quienes trabajó. Regresó a Alemania a mediados de los años 1780.
Ese mismo año fue nombrado pintor de corte del príncipe Federico Carlos Augusto de Waldeck-Pyrmont en Arolsen y poco después el príncipe nombró a Tischbein su Rat und Kabinettsmaler. En los años 1781/82, así como 1786 y 1788/89 Tischbein emprendió nuevos viajes de estudio a Holanda.
En 1795 Tischbein entró a trabajar para el príncipe Leopoldo Federico Francisco III de Anhalt-Dessau en Dessau, pero al año siguiente Tischbein fue a Berlín donde trabajó con gran éxito. En 1800 asumió el cargo de director de la Academia de Leipzig, sucediendo a Adam Friedrich Oeser.
En 1806 marchó Tischbein a San Petersburgo. Allí permaneció a lo largo de tres años, realizando numerosos y lucrativos encargos de retratos de miembros de la alta aristocracia rusa. Para sus retratos de mujer siguió como modelos a los retratistas ingleses Thomas Gainsborough y George Romney.
Tischbein fue padre de la dibujante Caroline Tischbein (1783-1843) y del pintor de corte Carl Wilhelm Tischbein (1797-1855). A los sesenta y dos años de edad, el Tischbeinde Leipzig, el pintor Johann Friedrich August Tischbein, murió el 21 de junio de 1812 en Heidelberg.
En el Museo de Bellas Artes de Burdeos se conserva de él un Retrato de la Princesa Luisa Guillermina de Orange-Nassau, firmada y datada de 1788, adquirido por el museo en 1970 de la Galería Cailleux en París quién lo había comprado seguramente en las subastas del Palacio Galliera el 25 de junio de 1968, n.º 55 del catálogo.

## Galería
- Wikimedia Commons alberga una categoría multimedia sobre Johann Friedrich August Tischbein.

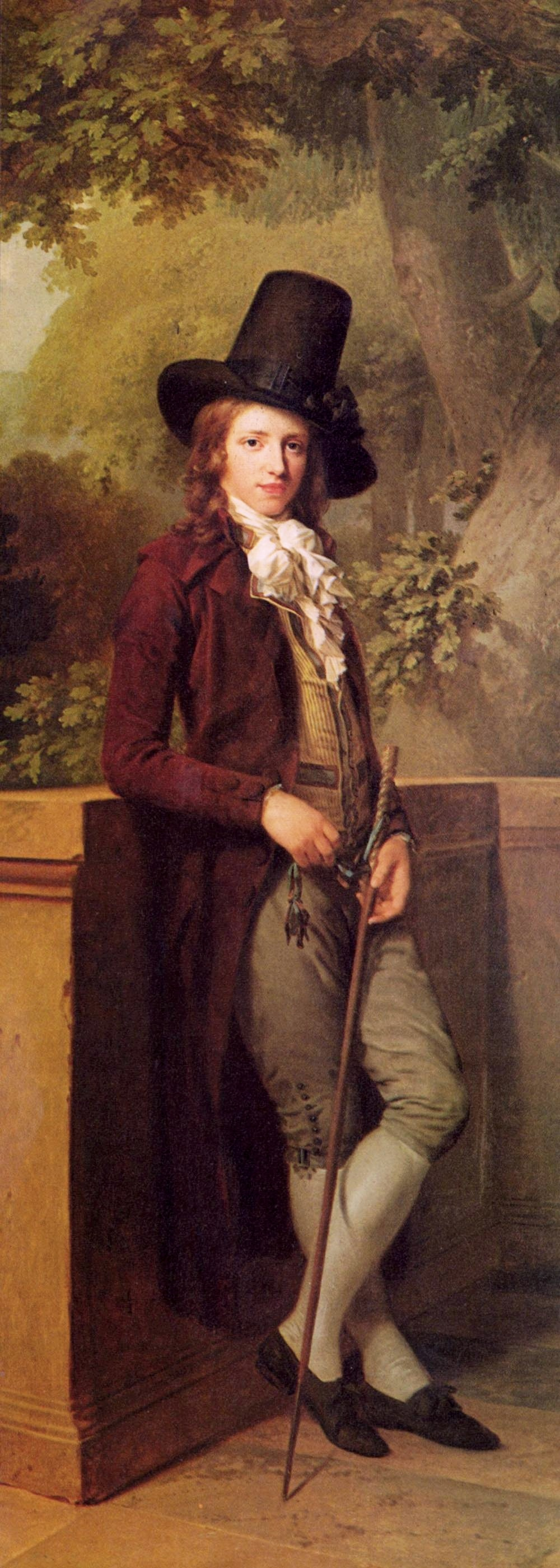
Retrato de Herrn Chatelain, Detalle
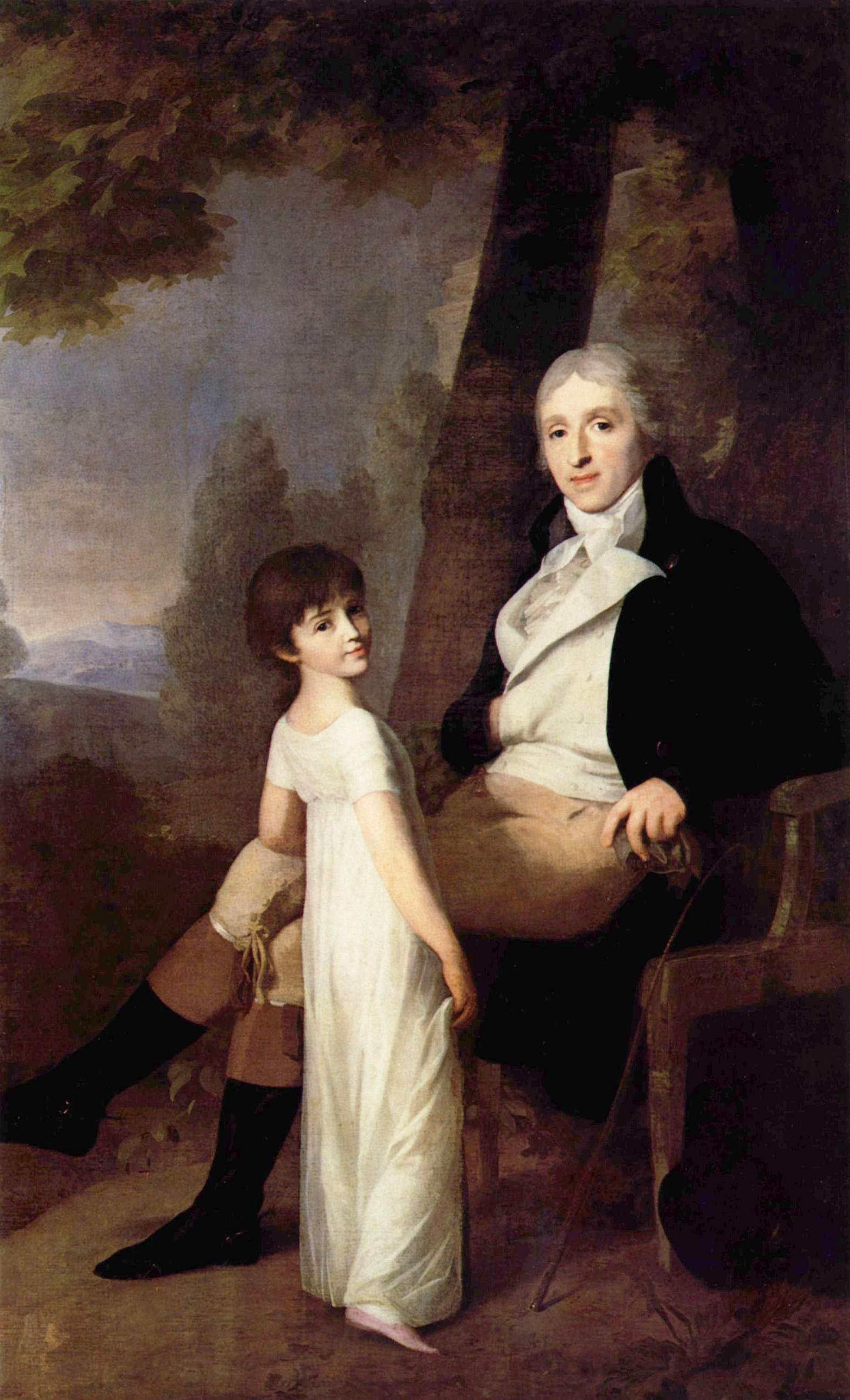
Retrato de Jacob Ferdinand Dufour Feronce
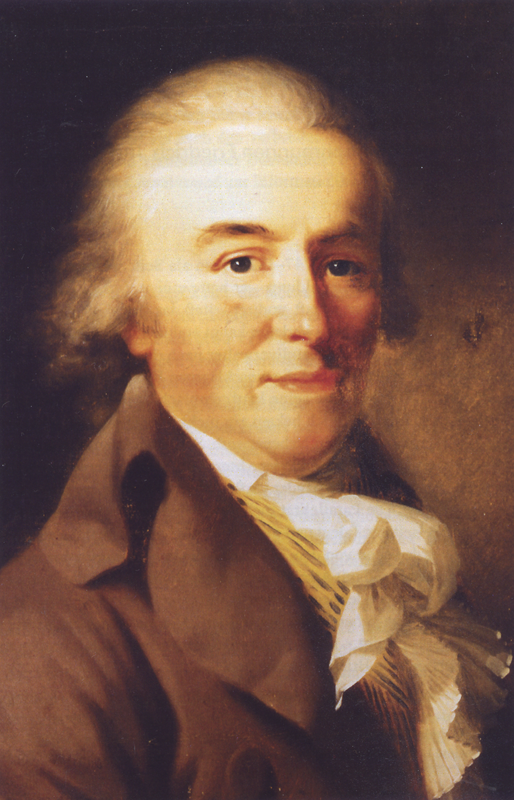
Retrato de Friedrich Justin Bertuch (1747–1822), óleo sobre lienzo, 1796. Gleimhaus, Halberstadt.